# デス・ウォークス・ビハインド・ユー
『デス・ウォークス・ビハインド・ユー』（Death Walks Behind You）は、イギリスのプログレッシブ・ロック・バンド、アトミック・ルースターが1970年に発表した2作目のスタジオ・アルバム。

## 背景
デビューから短期間で、ヴィンセント・クレインを除くオリジナル・メンバーが脱退し、本作ではジョン・カン（ギター、ボーカル）とポール・ハモンド（ドラムス）が新メンバーとして迎えられた。本作のジャケットには、ウィリアム・ブレイクの作品「Nebuchadnezzar」が使用された。
後のリマスターCDにボーナス・トラックとして追加された曲のうち「プレイ・ザ・ゲイム」は、シングル「トゥモロウ・ナイト」のB面曲で、「悪魔の答」は1971年発表のシングルA面曲である。

## 反響
母国イギリスでは、1971年1月16日付の全英アルバムチャートで初登場44位となり、最終的には合計8週トップ100入りして、最高12位を記録するヒットとなった。また、本作からのシングル「トゥモロウ・ナイト」は1971年2月6日付の全英シングルチャートで初登場34位となり、最終的には12週トップ100入りして、最高11位を記録した。
バンドは本作で初めてアメリカのBillboard 200入りを果たし、最高90位を記録して、バンド唯一の全米トップ100アルバムとなった。

## 評価
デイヴ・トンプソンはオールミュージックにおいて5点満点中4.5点を付け「冒頭と末尾のドラマティックな曲に挟まれているが、むしろアトミック・ルースターの真骨頂は、荘厳な"VUG"、哀愁漂う"Nobody Else"、そして本当に素晴らしい"Tomorrow Night"（全英チャート入りしたラヴ・ソングの中では特に怖い曲の一つ）といった、いずれも印象的な曲にある」と評している。本作のタイトル曲は、パラダイス・ロストのシングル「As I Die」（1992年）、ノンイグジストのアルバム『From My Cold Dead Hands』のデジタル・ダウンロード版（2012年）でカヴァーされた。

## 収録曲
特記なき楽曲はヴィンセント・クレイン作。

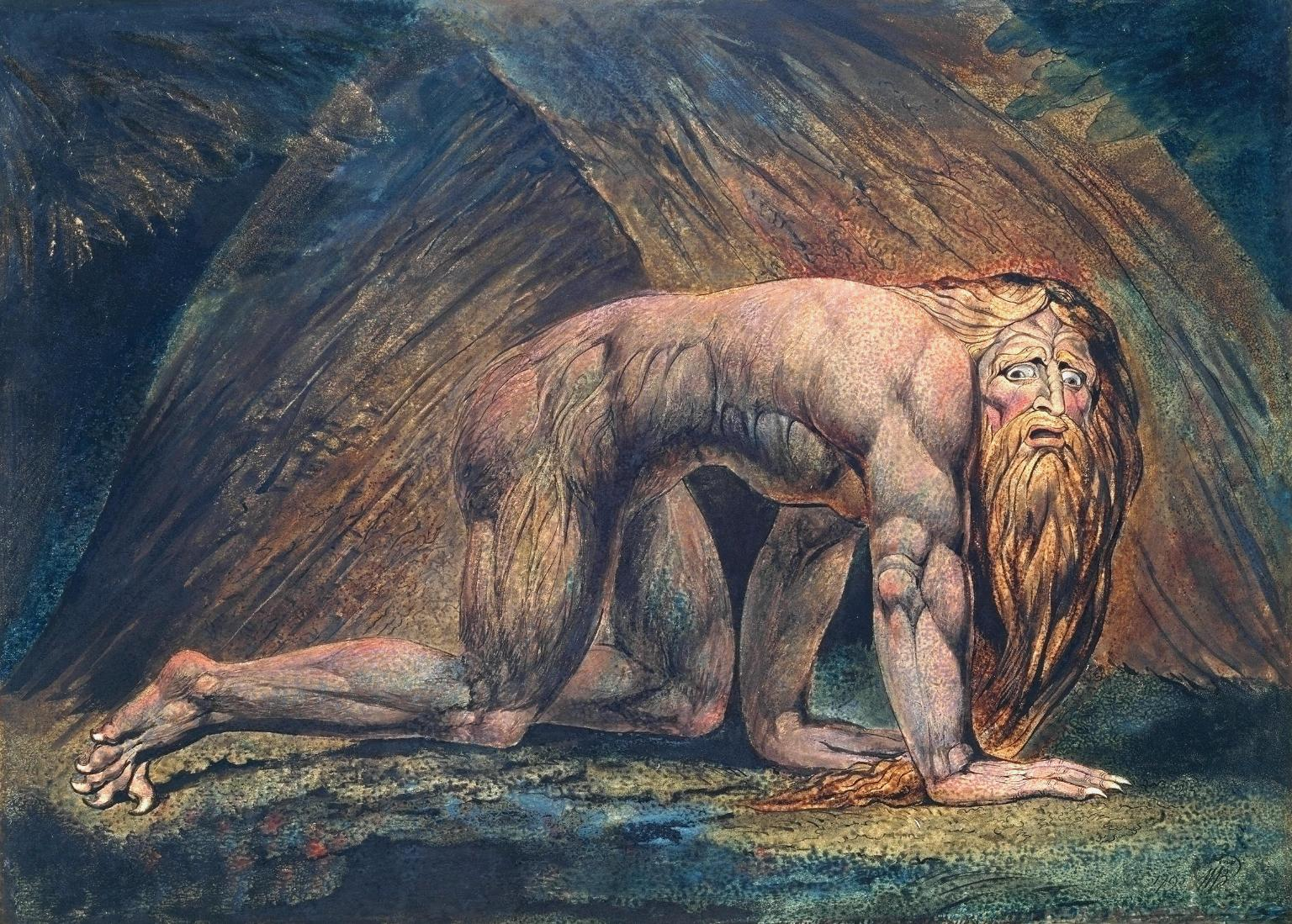
ウィリアム・ブレイク「Nebuchadnezzar」

1. デス・ウォークス・ビハインド・ユー - "Death Walks Behind You" (Vincent Crane, John Cann) – 7:22
2. ヴァグ - "Vug" – 5:00
3. トゥモロウ・ナイト - "Tomorrow Night" – 4:00
4. セヴン・ストリーツ - "7 Streets" (J. Cann) – 6:44
5. スリーピング・フォー・イヤーズ - "Sleeping for Years" (J. Cann) – 5:27
6. アイ・キャント・テイク・ノー・モア - "I Can't Take No More" (J. Cann) – 3:34
7. ノーバディ・エルス - "Nobody Else" (V. Crane, J. Cann) – 5:01
8. ジャーシャッツァー - "Gershatzer" – 7:59

### 2004年リマスターCDボーナス・トラック
1. "Play the Game" (J. Cann) – 4:45
2. "The Devil's Answer (1970 Demo)" (J. Cann) – 4:02
3. "Tomorrow Night (BBC Radio Session)" – 5:31
4. "Shabooloo (BBC Radio Session)" (V. Crane, J. Cann) – 6:08
5. "Death Walks Behind You (BBC Radio Session)" (V. Crane, J. Cann) – 6:10
6. "The Devil's Answer (Alt. Version)" (J. Cann) – 3:29

### 2016年リマスターCDボーナス・トラック
1. プレイ・ザ・ゲイム - "Play the Game" (J. Cann) – 4:39
2. 悪魔の答（1970 demo） - "The Devil's Answer (1970 Demo)" (J. Cann) – 4:02
3. 悪魔の答（ALT. version） - "The Devil's Answer (Alternate Version)" (J. Cann) – 3:31

## 参加ミュージシャン
- ヴィンセント・クレイン（英語版） - ピアノ、ハモンドオルガン、バッキング・ボーカル
- ジョン・カン - リード・ボーカル、ギター
- ポール・ハモンド - ドラムス、パーカッション